# Glossopsitta
Genre
Le genre Glossopsitta contient un espèces d'oiseaux du groupe des loris appartenant à la famille des Psittacidae et qui se rencontrent en Australie.

## Liste des espèces
D'après la classification de référence (version 6.4, 2016) du Congrès ornithologique international (ordre phylogénique) :
- Glossopsitta concinna – Lori à bandeau rouge